# Anonyma funktioner
Anonyma funktioner, även kallade lambda-funktioner eller lambda-uttryck, är funktioner utan ett specifikt namn som kan definieras och användas direkt i koden vid programmering. De är särskilt användbara för korta, enkla operationer som kanske bara används en gång. Anonyma funktioner är kraftfulla verktyg som gör koden mer koncis och läsbar i många situationer.
I matematiken och datavetenskap är konceptet med anonyma funktioner relaterat till lambda-kalkyl, en formell metod för att uttrycka beräkningar baserade på funktionsabstraktion och funktionsapplikation.
Vad anonyma funktioner gör:
- De utför en specifik operation utan att behöva ett formellt namn.
- De kan ta emot argument och returnera ett resultat, precis som vanliga funktioner.
- De skapas och används oftast "på plats" i koden, där de behövs.